# Еврейская община Оттавы
Еврейская община в Оттаве сложилась в период между 1850-ми годами и началом XX века. Первоначально евреи селились в основном в районе Лоуэртаун. В межвоенный период торговцы еврейского происхождения доминировали на Байуорд-Маркете. В послевоенный период Лоуэртаун потерял статус «еврейского» района, и в настоящее время большая часть евреев живёт в Нипине и Канате.

## История

### Еврейские пионеры иммиграции в Оттаве
Еврейская иммиграция в Канаду была интенсивной в период 1850—1939 гг. в связи с ростом антисемитизма и погромов в Восточной Европе. Первые еврейские иммигранты, которые поселились в Оттаве, прибыли между 1857—1889 гг.
В 1901—1911 г. еврейское население Оттавы увеличилось примерно в пять раз. Одними из первых крупных деятелей общины были:
- Мозес Билски был родом из Литвы. Он поселился в Лоуэртауне в 1867 году и открыл ювелирную лавку и ломбард на Ридо-Стрит. Билски был филантропом, и основал первую в Оттаве синагогу, Adath Jeshuran.[4]
- Аарон Розенталь иммигрировал из Германии сначала в Австралию, где он познакомился со своей женой, Бертой. Оттуда пара переселилась в Оттаву, где Розенталь открыл ювелирную лавку на Спаркс-Стрит.[5]
- Берта Розенталь, как и её муж, родилась в Германии. Оба сыграли видную роль как филантропы. В дополнение к этому, Берта была волонтёром многих женских организаций, а также основательницей и президентом организации Ottawa Ladies Hebrew Benevolent.[6]

Среди еврейских фамилий Оттавы нередко встречаются сефардские, например, Кардиш.

### Лоуэртаун как «еврейский район»

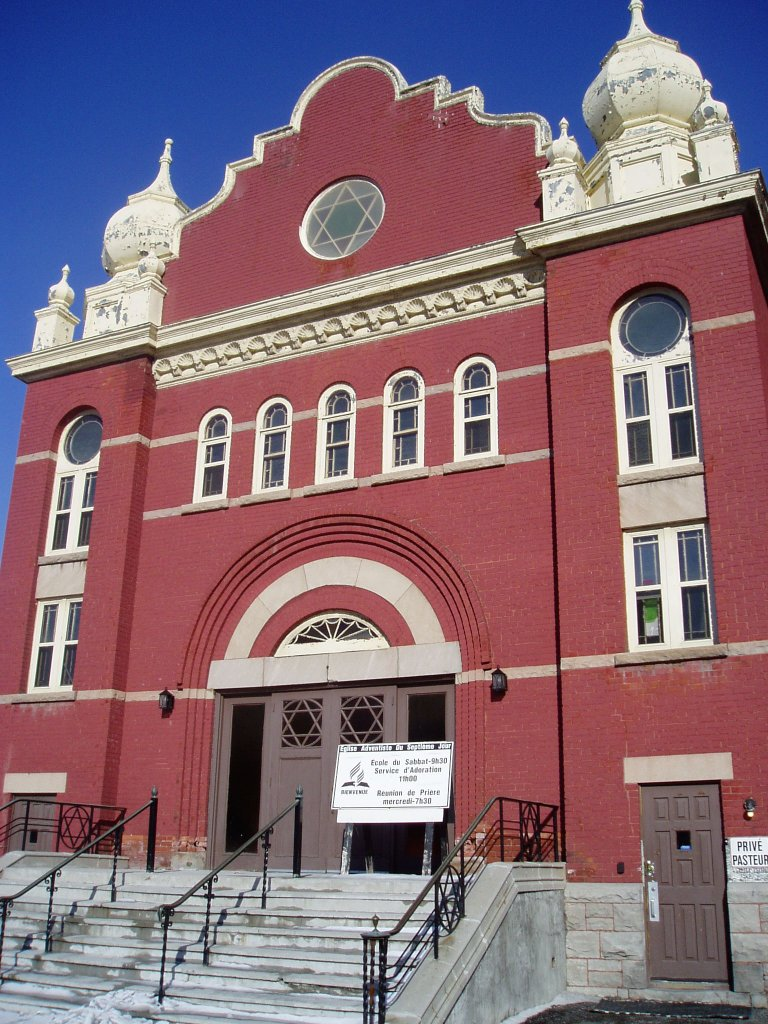
Бывшая синагога Адат-Ешурун, ныне церковь адвентистов седьмого дня, на Кинг-Эдвард-Авеню. Надстройка между куполами была добавлена в послевоенный период.

Хотя в период 1920—1940 гг. евреи составляли всего чуть менее 2 % населения Оттавы, доля евреев в населении района Лоуэртаун составляла до 70 %.
Популярным среди евреев также был соседний район Сэнди-Хилл.
Отток евреев из района начался уже во второй половине XX в., а после включения в состав Оттавы её пригородов в результате административной реформы 2000 г. район окончательно потерял для них привлекательность; этому способствовало и то, что Ридо-стрит потеряла коммерческое значение в связи с переносом коммерческой активности западнее (Бэнк-стрит и др.). В начале 21 г.[уточнить] в Лоуэртауне закрылись обе местные синагоги — сначала Охев-Исраэль, а в 2011 г. также синагога Бет-Шалом на углу Чепел и Йорк-стрит.

### Байуорд-Маркет: еврейские магазины и лавки

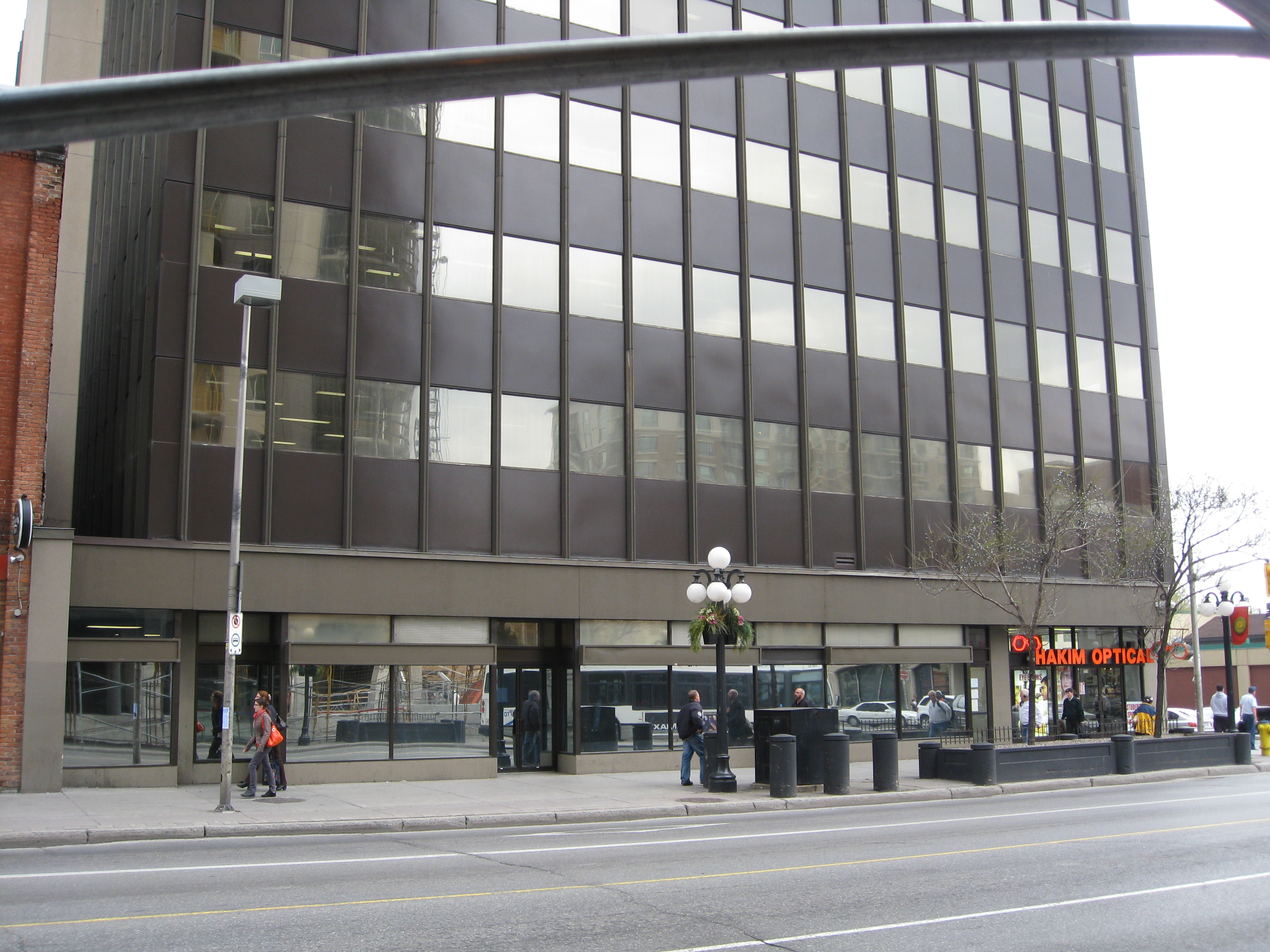
221-223 Rideau Street, бывшее здание The Canada House Furnishing Company (владелец А. Дж. Фрейман).

Невысокая стоимость лицензии на открытие частной торговли с тележки и отсутствие запретов на соблюдение шаббата привело к тому, что торговля с тележки стала популярным бизнесом для многих новоприехавших иммигрантов еврейского происхождения. Высокая концентрация евреев в районе Лоуэртаун не в последнюю очередь была связана с расположенным рядом рынком Байуорд-Маркет, который до открытия в городе супермаркетов играл важную роль в коммерческой жизни канадской столицы. Магазины одежды располагались на Уильям-стрит, по всей территории рынка можно было найти кошерные мясные лавки, а на западе — также молочные лавки. Невдалеке от рынка, в восточной части Ридо-стрит, была открыта кошерная булочная Rideau Bakery, существующая по настоящее время (в 2015 (?) г. второй магазин Rideau Bakery был открыт на Бэнк-стрит). В 2019 г. возникла угроза закрытия Rideau Bakery из-за оттока клиентов, однако сеть магазинов farm Boy выкупила оба заведения у прежних владельцев, братьев Кардиш, с сохранением бренда и ассортимента.
Вдоль Ридо-стрит возникает ряд крупных супермаркетов, владельцами которых были местные евреи — Caplan's на Кинг-Эдвард-авеню, ныне франкоязычная сцена Национального центра искусств, владелец Сэм Каплан, H. Freiman & Son на 221—223 Ридо-стрит, владедец Арчибальд Джейкоб Фрейман), Freiman Mall (его же, 73 Rideau Street, напротив главного входа в Rideau Centre) и ряд других. Большая их часть сменила собственника или изменила форму деятельности к 1960-м гг.

### Антисемитизм
Несмотря на официально терпимое отношение к евреям, как протестантская, так и католическая общины Оттавы были настроены крайне негативно к перспективе роста еврейской миграции в Оттаву. В годы Второй мировой войны канадские власти открыто запретили доступ в страну еврейским иммигрантам (главным проводником подобной политики был глава иммиграционной службы Канады Ф. Блэр).
Один из лидеров оттавской еврейской общины, А. Дж. Фрейман, был личным другом премьер-министра Маккензи Кинга, который присутствовал на его похоронах в 1944 г. Тем не менее, несмотря на дружбу, премьер предпочитал не делать «резких шагов» в плане снятия ограничений на приток еврейских беженцев из Европы.
Антисемитские высказывания допускала на посту мэра Оттавы Шарлотта Уиттон.
В XXI в. еврейская община Оттавы подвергается давлению со стороны пропалестинских молодёжных организаций. В частности, на студенческом совете Оттавского университета, где пропалестинские позиции особенно сильны, неоднократно выдвигались предложения, чтобы университет присоединился к бойкоту государства Израиль. Более нейтральную позицию занимает Карлтонский университет, где регулярно проводятся дискуссии между пропалестинскими и произраильскими политологами.

## Современная община
По данным последней переписи, 14 010 жителей Оттавы идентифицировали себя как иудеев (реальное число евреев может быть ещё выше).
В 2017 г. была открыта фотовыставка, отмечающая 150-летие вклада евреев в историю Оттавы.
27 сентября 2017 г. в Оттаве был открыт мемориал памяти Холокоста (en:National Holocaust Monument) невдалеке от Канадского музея войны. Таблички на стенах монумента, в частности, отражают историю запрета на еврейскую иммиграцию в Канаду во время Второй мировой войны.
Среди видных евреев, играющих роль в общественной и коммерческой жизни Оттавы:
- Дэвид и Гершель Сигал, владельцы сети чайных магазинов David’s Tea (в 2020 г. сеть магазинов закрыта, а продажа переведена в онлайн-режим)
- Майкл Молдавер, судья Верховного суда Канады

### Районы проживания
Большинство религиозных евреев проживают в настоящее время в районах Сентерпойнт и Крейг-Хенри, за ними следуют Сентертаун и Глиб, а также Уэстборо, Глабар-Парк и Уайтхейвен. Также согласно переписи несколько меньшее число евреев зарегистрировано в районах Альта-Виста и Баррхейвен.
Кроме того, растёт число постсоветских евреев, из которых далеко не все религиозны; большинство из них приехало в Канаду из Израиля, но часть — непосредственно из постсоветских стран. Из них многие живут на западе города (Каната и Ститсвилл) — районах, где сосредоточена IT-индустрия канадской столицы.

### Еврейские организации в Оттаве
- Еврейская Федерация Оттавы
- Еврейский Общинный Центр Солоуэй
- Еврейский Вестник Оттавы

### Еврейские школы в Оттаве
- Ottawa Modern Jewish School
- The Ottawa Jewish Community School (основана в 1949 г. под названием Hillel Academy)
- Torah Day School of Ottawa

### Синагоги в Оттаве
Отдельного еврейского кладбища не существует, однако есть участки на кладбище Бэнк-стрит и на Осгудском кладбище, которыми совместно управляют несколько синагог через организацию Jewish Memorial Gardens.

### Коллекция еврейской литературы Джекоба Лоуи
Собрание из нескольких десятков тысяч книг на идиш и иврите хранится в здании Library and Archives Canada на 395 Wellington Street и открыто для публики.